# BYD Shark
BYD Shark — гибридный среднеразмерный пикап, выпускающийся китайской компанией BYD с 2024 года. Он дебютировал в Мексике в мае 2024 года как первый пикап автопроизводителя BYD. Автомобиль основан на каркасном шасси с двухрежимной гибридной системой для бездорожья (DMO).

## Описание
BYD Shark дебютировал в Мексике 14 мая 2024 года. Он оснащён 1,5-литровым двигателем внутреннего сгорания с турбонаддувом мощностью 170 кВт (228 л. с.) и двумя электродвигателями суммарной мощностью 320 кВт (429 л. с.). Двигатели питаются от аккумулятора BYD Blade ёмкостью 29,58 кВт⋅ч.
Заявленный разгон до 100 км/ч составляет 5,7 сек, а расход топлива составляет 7,5 л/100 км. Буксировочная способность автомобиля составляет 2500 кг (5510 фунтов), полезная нагрузка — 835 кг (1840 фунтов), а объём груза — 1450 л (51 кубический фут).

## Мировые рынки

### Мексика
В Мексике автомобиль продаётся в двух комплектациях: GL и GS.